# Masainas
Masainas (sardinsky: Masàinas) je italská obec (comune) v provincii Sud Sardegna v regionu Sardinie. Nachází se ve výšce 57 metrů nad mořem a má přibližně 1 200 obyvatel. Rozloha obce je 23,69 km².